# Festival de literatures i arts infantil i juvenil
El Festival de literatures i arts infantil i juvenil, també conegut com a Flic és un festival de literatures i arts infantil i juvenil que té per objectiu fer arribar la literatura a tots els públics, fomentant la lectura apostant per la innovació i l'experimentació en la transmissió i promoció literàries. El festival, que va ser inaugurat al desembre de 2011 a La Seca - Espai Brossa i des de llavors fa itinerància per diverses poblacions i espais culturals catalans. Als tallers de creació que organitzen hi han participar personalitats com la fotògrafa Tanit Plana i les artistes Sandra March, Mercè Galí, Neus Moscada i Sílvia Burse, entre d'altres.